# Arany Dániel
Arany Dániel (született Arany Dávid) (Pest, 1863. július 11. – Budapest, 1944 decembere) magyar matematikatanár, matematikus.

## Élete
Arany Ignác sakter és Gold Antónia (1833–1897) fia. Győrben az ottani főreáliskolában érettségizett. Matematika tanári oklevelet a budapesti tudományegyetemen szerzett. Ezután a selmecbányai erdészeti akadémián volt tanársegéd. 1893–1896 között Győrött a főreáliskolában tanított. 1893. december 1-jén megalapította a Középiskolai Matematikai Lapokat.
1896-ban Budapestre költözött, ahol a Lap szerkesztését Rátz Lászlónak adta át. 1896-tól 1905-ig középiskolai tanár volt. Ezt követően a fővárosban a Magyar Királyi Állami Felsőipariskola tanára lett. 1908-ban felvették a budapesti Comenius szabadkőműves páholyba. 1919 után, a Magyarországi Tanácsköztársaság idején tanúsított magatartása miatt, nyugdíjazták.
Tudományos munkásságában a valószínűségszámítási kérdések, a játékelméleti problémák és a Simson-egyenes témája foglalkoztatta. A determinánselmélet figyelemre méltó eredményt köszönhetett neki. Biztosítási matematikával is foglalkozott. Magyar László iskolaigazgatóval közösen könyvet írt az életbiztosítás matematikájáról, de legnagyobb hatással a középiskolai matematikai oktatásra volt. Az ő nevét viseli a 9. és 10. osztályos középiskolások legrangosabb matematikaversenye.
1944-ben származása miatt feleségével a gettóba kellett költöznie, itt is vesztették életüket az ostrom idején.
Értékes nagy matematikai szakkönyvtárat gyűjtött össze, amelyet gettóba kényszerítésekor az Eötvös Loránd Matematikai és Fizikai Társulatnak ajándékozott. (Könyvtárát az 1950-es években a műszaki egyetem 1. számú matematikai tanszékén mint különgyűjteményt kezelték).

## Emlékezete
- Emlékét őrzi a középiskolások 9–10. évfolyamos tanulói számára a Bolyai János Matematikai Társulat szervezésében évente megrendezett Arany Dániel Matematikai Tanulóverseny.
- Ugyancsak az ő emlékét őrzi Budapest XI. kerületében Albertfalva városrész egyik tere (1992 előtt Honti Lajos tér).

## Művei
- Algebrai és geometriai képletek és műveletsorozatok gyűjteménye (Győr, év nélkül)
- Adalékok a kúpszeletek konstruktív elméletéhez (Győr, 1890)
- Számtan a középiskolák alsó osztályai számára (Budapest, 1899–1900) (társszerző: Szíjártó Miklós)
- Algebra a középiskolák felső osztályai számára (Budapest, 1904) (társszerző: Szíjártó Miklós)
- Az élet- és járadékbiztosítás üzletelmélete (Budapest, 1905) (társszerző: Magyar László)
- Unterricht an den höheren Gewerbeschulen und gewerblichen Fachschulen (Budapest, 1912) (társszerző: Bánhegyi Aladár)